# Quijote Arena
El Quijote Arena és el pavelló poliesportiu de la ciutat de Ciudad Real inaugurat l'any 2003 amb una capacitat per 5.863 espectadors, si bé està previst en un futur ampliar-ne la capacitat fins als 7.500 espectadors.
En el Quijote Arena disputava els seus partits com a local el Balonmano Ciudad Real, on va aconseguir la majoria dels seus principals títols. El pavelló, no obstant, és de propietat municipal.